# Izurtza
Izurtza är en kommun i Spanien. Den ligger i Biscayaprovinsen i den autonoma regionen Baskien i norra delen av landet, 300 km norr om huvudstaden Madrid. Antalet invånare är 230 (2024). Arean är 4,37 kvadratkilometer. Izurtza gränsar till Abadiño, Durango och Mañaria. 